# Taba Remanik
Taba Remanik is een bestuurslaag in het regentschap Musi Rawas van de provincie Zuid-Sumatra, Indonesië. Taba Remanik telt 1233 inwoners (volkstelling 2010).